# Los Rey
Los Rey est une telenovela mexicaine diffusée en 2012-2013 sur Azteca 13.

## Synopsis
Everardo Rey est un homme d'affaires puissant qui dirige le groupe industriel Rey à Mexico. Il a trois fils : Everardo "Vado", Guillermo et Matías. Son épouse s'appelle Manuela San Vicente.
Derrière l'apparence de richesse, il y a une histoire de trahisons et de mensonges, méticuleusement planifié par Everardo Rey, un homme qui a grandi avec Pedro Malvido, son meilleur ami. Tous deux étaient pauvres et dans le désir d'améliorer leur qualité de vie, ils ont recherché le rêve américain.

## Distribution

### Acteurs principaux
- Rossana Nájera : Lorenza Malvido Wanlles
- Michel Brown : Matias Rey San Vicente
- Leonardo García : Everardo Rey San Vicente "Vado"
- Ofelia Medina : Manuela San Vicente de Rey "Many"
- Fernando Luján : Everardo Juan Nepomuceno Rey Martínez "Vadote" / "Don Juan"
- José Alonso : Pedro Malvido "Perico"
- Ariel López Padilla : Guillermo Rey San Vicente "Memo"
- Elizabeth Cervantes : Paola Garces-Garza de Rey
- Juan Alfonso Baptista : Pedro Luis Malvido "Peluso"
- Carolina Miranda : Delfina Rey Ortuña "Fina"
- Victor Huggo Martín : Laureano Malvido San Vicente

### Acteurs secondaires
- Ana Belena : Julia Mariscal
- Fernando Alonso : Amado Treviño
- Cecilia Ponce : Aurora "Yoya" Longoria
- Jorge Luis Vázquez : Joel "El Chino Matus"
- María de la Fuente : Dra. Rosario Deschamps
- Rykardo Hernández : Leonardo Herrán
- Laura Palma : Lucía del Muro
- Humberto Búa : Ismael Rey Buelna "El chulo"
- Alejandra Prado : Consuelo Buelna "La chula"
- Cynthia Rodríguez : Tamara
- Lourdes Villarreal : Ricarda
- Raúl Sandoval : Gervasio
- Carlos Fonseca : Joaquin Matus "Quino"
- Martín Altomaro : Moises "Pepe"
- Alejandra Haydée : Luz
- Michelle Garfias : Cruz
- Marco Aurelio Nava : Ricardo Anaya
- José Luis Mósca : Andrade